# DPワールド
DPワールド（アラビア語: موانئ دبي العالمية、DP World）はアラブ首長国連邦のドバイに本拠を置く港湾運営会社・メガターミナルオペレーター。政府系持株会社ドバイ・ワールドの子会社でもある。ヨーロピアンツアーのタイトルスポンサーでおなじみ。

## 概要
DPワールドは2005年9月に、ドバイ・ポーツ・インターナショナル（Dubai Ports International, DPI）とドバイ港湾公社（ドバイ港湾局、Dubai Ports Authority, DPA）の合併により成立した。前身であるドバイ・ポーツ・インターナショナルは、中東最大級のコンテナターミナルであるドバイのジュベル・アリ港や、それに先立ち開港したラーシド港の運営で豊富な経験を積んだメガターミナルオペレーターであるドバイ港湾公社のノウハウを活用してドバイ国外で港湾を運営するため、1999年に設立された。DPIは同年にサウジアラビアのジッダ・イスラム港の運営を請け負ったのを皮切りに、2000年にジブチのジブチ港（後にドラレ港も）、2002年にインドのヴィシャーカパトナム港、2003年にルーマニアのコンスタンツァ港の運営を受託した。2005年1月にはCSXワールド・ターミナルズ（CSX World Terminals, CSX WT）を買収し、香港をはじめ、中国・オーストラリア・ドイツ・ドミニカ共和国などの主要港湾の大きなコンテナターミナルや、韓国の釜山で建設中の大型ターミナル・釜山新港をはじめとする大型プロジェクトを手に入れた。
2005年9月にDPワールド（DPW）が誕生した後は、2006年3月にイギリスの船会社であるP&Oに39億ポンドを提示し、35億ポンドを提示したシンガポールのPSAを退けてP&Oを買収し傘下に収めた。当時世界第4位のメガターミナルオペレーターだったP&Oマリタイム・サービス（P&O Maritime Services）を手に入れたDPWは、世界30カ国以上で50以上のコンテナターミナルや4つの自由貿易区を運営する、世界第3位のメガターミナルオペレーターへと急成長を遂げている。

## アメリカでの論争
一方でP&O買収時にはアメリカ合衆国で激しい反発を招き、米国からの撤退を余儀なくされている。P&Oはニューヨーク港、ニューアーク港、フィラデルフィア港、ボルチモア港、ニューオーリンズ港、マイアミ港といったアメリカ東海岸の主要港でコンテナターミナルを運営していた。DPWのP&O買収は、財務省・国務省・商務省・国土保安省などの代表が組織する対米外国投資委員会（CFIUS；committee on foreign investment in the United States）で審議され一旦は了解された。しかし共和党や民主党の下院議員は、治安にとって非常に大きな意味を持つ港湾の運営がアラブ首長国連邦の企業に移ること、これまでアラブ首長国連邦はアルカーイダメンバーの資金集めや人材供給の舞台となってきたことを問題視し、激しく反発した。
ジョージ・W・ブッシュ大統領は、この取引を無効にすることは誤ったシグナルを米国の友人に送ることになるとして議員らに拒否権を発動することを警告し、政府内からもアラブ首長国連邦は親米国家であり米軍のペルシャ湾展開の基地ともなっている、とDPWによる港湾経営取得を支持する声が上がった。しかし2006年2月には議会とホワイトハウスの間で緊張感が高まり、投資の自由を優先するか米国のインフラの防衛を優先するかでメディアや論者を巻き込んだ争いになった。
3月初旬にはDPWがアメリカ国内での港湾運営を米国資本に売却すると説明したことが明らかになり、結局DPWはアメリカの港湾部門をAIG傘下の資産管理会社に売却して撤退している。